# Brandon (Suffolk)
Brandon è un paese di 8 249 abitanti della contea del Suffolk, in Inghilterra.